# Микснет Nym
Микснет Nym — это бесплатное программное обеспечение с открытым исходным кодом, предназначенное для обеспечения конфиденциальности онлайн-коммуникаций. Это реализация смешанной сети, разработанной Дэвидом Чаумом в 1981 году. Микснет Nym направляет интернет-трафик через глобальную многоуровневую сеть, состоящую из сотен узлов, которая разрушает связь между IP-адресами источника и назначения.
Подобно сети Tor или VPN, микснет Nym позволяет замаскировать IP-адрес и местоположение пользователя. Он отличается от них тем, что скрывает и другие метаданные, которые, по мнению экспертов по кибербезопасности, сегодня могут быть использованы для осуществления массовой слежки и анализа трафика.
Микснет Nym скрывает метаданные посредством трех основных действий: он добавляет фиктивные пакеты, изменяет время прохождения пакетов и модифицирует их размер. Эти три действия затрудняют анализ паттернов данных и развертывание механизмов компьютерного наблюдения  с целью слежки, контроля или извлечения данных для коммерческого использования различными учреждениями, частными либо государственными.

## История
Исследования, которые впоследствии привели к созданию микснета Nym, проводились в рамках нескольких исследовательских проектов Европейской комиссии, таких как Panoramix  и NextLeap.
В разработке совместно с Аггелосом Киайасом участвовали  исследователи из Массачусетского технологического института, университета KU Leuven  и Университетского колледжа Лондона (UCL).
В разработке также принимали участие соучредители стартапа Chainspace, который был приобретен Meta (Facebook) для криптопроекта Libra.
Челси Мэннинг, бывший аналитик разведки армии США, отсидевшая 7 лет в тюрьме за утечку 750 000 документов через Wikileaks, провела аудит микснета Nym  и в январе 2022 г. присоединилась к команде в качестве эксперта по безопасности.

## Использование
Доступ к микснету Nym и варианты его использования в настоящее время тестируются.
Сообщество пользователей Nym разработало два приложения для исследования возможностей микснета Nym:
- Pastenym  — анонимная альтернатива Pastebin, где пользователи могут размещать текст и изображения и делиться ими с другими.
- Обозреватель микснета от Nodes Guru. Это каталог компонентов сети Nym, их рабочих параметров, состояния и местоположения.